# Gregory B. Milton
Gregory B. Milton (San José, Califòrnia, Estats Units, 24 de desembre de 1966 – 7 de desembre de 2021) va ser un historiador medievalista, especialitzat en relacions financeres a l’alta edat mitjana a la Corona d'Aragó.
Després de llicenciar-se en Història a la Universitat de Califòrnia (1989), entra a l’exèrcit dels Estats Units com a oficial de vol, càrrec que desenvolupa fins a 1997. Destinat a la base naval de Rota (Cadis), on segons Tom Barton comença a interessar-se “en la història medieval espanyola i mediterrània”. Fruit d’aquest interès, amplia la seva formació amb un Master d’Història Medieval a la Universitat Catòlica d’Amèrica (1997).
Milton es doctora a la Universitat de California Los Angeles (2004) amb la tesi Commerce, crisis and society in a medieval village: Santa Coloma de Queralt, 1294-1313. Barton considera que la qualitat d’aquest treball va obrir-li immediatament les portes com a professor ajudant a la Universitat del Sud de Florida (2006-2013).
Com a docent, Milton considera que les universitats no inverteixen prou recursos a tècniques pedagògiques innovadores. Aquest convenciment motiva un nou canvi en la seva carrera professional, centrada des de 2014 a l’aprenentatge permanent, en primer lloc a les universitats d’Oregon (2014-2015) i Sonoma State (2016-19) i posteriorment com a director de l’empresa Tarragona Associates.

## Market Power: Lordship, Economy and Society in Medieval Catalonia (1276-1313)
Market Power: Lordhip, Economy and Society in Medieval Catalonia (1276-1313) és l’únic llibre monogràfic de Gregory B. Milton, publicat per Palgrave MacMillan (Nova York, 2012), on s'analitzen les transaccions comercials a Santa Coloma de Queralt registrades en els manuals notarials dels anys 1276-77, 1293-94, 1304-05 i 1312-13. Milton analitza 4.261 transaccions comercials que involucren a 4.700 persones. Segons Cristòfol Raich, la seva redacció va continuar les línies de treball iniciades per Gabriel Secall i Yom Tov Assis:
El llibre s'estructura en sis capítols:
1. “Town, Country and Lordship” contextualitza Santa Coloma de Queralt políticament i econòmica en el marc de la Corona d’Aragó.
2. “Notaries and their contacts” descriu el tipus de contractes realitzats per notaris i escrivans, així com la influència d’una protocomunitat de preveres en les operacions mercantils.
3. “Developing a Market Town” explica el creixement del mercat de Santa Coloma en el període estudiat, que Milton atribueix a una confluència d’interessos entre múltiples grups (jueus/cristians, mercaders locals/forans, elits nobiliaris i no nobiliàries...)
4. “A Financial Market” analitza la importància del crèdit i els préstecs en el desenvolupament del mercat de Santa Coloma de Queralt, aportant estudis de cas dels prestadors cristians i dels concedits per la comunitat jueva.
5. “Comercial Crossroads” apunta la importància de Santa Coloma com a punt d’intercanvi comercial de productes de primera necessitat (roba, animals, gra) pels mercaders de zones geogràfiques properes (Montblanc, Cervera i Igualada).
6. “Power, Status and Economy” presenta casos d’enriquiment i ascens social dels senyors i càrrecs relacionats amb el mercat de Santa Coloma.

L'obra es clou amb un epíleg que tracta sobre el privilegi reial de celebrar fira a Santa Coloma (1312), en un intent de Jaume II d'aprofitar la riquesa que s'hi generava en benefici de la monarquia, i un apèndix documental amb la transcripció de 26 documents i la corresponent traducció del llatí a l'anglès.